# Mauricio Albornoz
Anssi Mauricio Albornoz Inola (sinh ngày 10 tháng 3 năm 1988) là một cầu thủ bóng đá người Thụy Điển thi đấu cho IK Sirius ở vị trí tiền vệ.

## Đời sống cá nhân
Bố của Albornoz là người Chile và mẹ là người Phần Lan. Mauricio có người em trai, Miiko, thi đấu cho Hannover 96.